# پنلوپه ویلتون
پنه‌لوپه ویلتون (انگلیسی: Penelope Wilton؛ زادهٔ ۳ ژوئن ۱۹۴۶) هنرپیشه تئاتر، سینما و تلویزیون اهل انگلستان است. وی از سال ۱۹۷۲ میلادی تاکنون مشغول فعالیت بوده‌است.
از فیلم‌ها و مجموعه‌های تلویزیونی که وی در آن نقش داشته‌است، می‌توان به امتیاز نهایی، بهترین هتل عجیب مریگولد، آیریس، ویکتوریا و آلبرت، آن‌سوی آینه، سرزمین تابستان، دختران تقویم، باغ نیمه‌شب تام و دانتون ابی اشاره کرد.